# Лејкпорт (Калифорнија)
Лејкпорт (енгл. Lakeport) град је у америчкој савезној држави Калифорнија. По попису становништва из 2010. у њему је живело 4.753 становника.

## Демографија
Према попису становништва из 2010. у граду је живело 4.753 становника, што је 67 (1,4%) становника мање него 2000. године.
| Група             | 2000.         | 2010.         |
| Белци             | 3.966 (82,3%) | 3.599 (75,7%) |
| Афроамериканци    | 36 (0,7%)     | 46 (1,0%)     |
| Азијати           | 72 (1,5%)     | 99 (2,1%)     |
| Хиспаноамериканци | 552 (11,5%)   | 799 (16,8%)   |
| Укупно            | 4.820         | 4.753         |